# Carex curviculmis
Carex curviculmis är en halvgräsart som beskrevs av Anton Albert Reznicek. Carex curviculmis ingår i släktet starrar, och familjen halvgräs. Inga underarter finns listade i Catalogue of Life.